# 센조 메이와
센조 로버트 메이와(Senzo Robert Meyiwa, 1984년 1월 24일 ~ 2014년 10월 25일)는 남아프리카 공화국의 축구 선수이다.
2002년 남아프리카 공화국의 올랜도 파이리츠 FC의 유소년팀에 입단했으며, 2005년 프로 무대에 데뷔했다.
또한 2013년 6월 2일 레소토와의 경기로 남아프리카 공화국 축구 국가대표팀에 정식으로 데뷔한 뒤, 고든 이게순드에 의해 2013년 아프리카 네이션스컵에 참가했다. 이후 2015년 아프리카 네이션스컵 예선에서도 활약했으며, 2014년 10월 15일 콩고와의 경기까지 총 7경기에 출전했다.
2014년 10월 25일 오후 여자친구인 켈리 쿠말로와 함께 보슬루러스에 있는 쿠말로의 자택에서 머물던 중 갑자기 집 안으로 침입한 두 명의 괴한과 말다툼을 벌였으며, 이후 그 중 한 명에게 총을 맞아 요하네스버그의 병원으로 이송되었으나 병원에 도착하였을 때는 이미 사망한 상태였다. 또한 두 명의 괴한은 다른 한 명의 괴한과 함께 현장에서 도주했다.
사망 이후, 사고 소식을 접한 올랜도 파이리츠 FC는 11월 1일에 예정된 카이저 치프스 FC와의 소웨토 더비 경기를 즉각 연기했으며, 남아프리카 공화국의 대통령인 제이컵 주마는 메이와의 죽음에 대해 조의를 표함과 동시에 경찰에게 범인을 검거할 것을 촉구했다. 또한 제프 블라터 FIFA 회장은 트위터를 통해 메이와의 죽음에 대해 조의를 표했으며, 스페인 축구 국가대표팀의 주장 이케르 카시야스는 자신의 인스타그램 계정에 스페인과 남아프리카 공화국의 A매치 이후 자신과 메이와가 유니폼을 교환했던 사진을 올리며 그를 기렸다. 그리고 크리켓 국가대표인 하심 아믈라와 AB 데 빌러즈 또한 애도를 표했다.
이후 경찰은 범인 검거에 걸린 포상금을 15만 랜드에서 25만 랜드로 인상했으며, 그 해 10월 31일 용의자 중 한 명이 검거되어 11월 11일 법원에서 재판을 받았다.
그 뒤 모지스 마비다 스타디움에서 장례식이 거행되었으며, 그의 고향인 움라지에서 시신이 운구되었다. 또한 그의 시신은 체스터빌 영웅들의 묘소에 안장되었다.
또한 남아프리카 공화국 축구 협회는 불법총기류 근절을 촉구하는 캠페인을 추진함과 동시에 수거한 불법총기들을 녹여 메이와의 동상을 만들 것을 제의하기도 했으며, 경찰의 조사 과정에서 메이와가 실제로 30세인 자신의 나이를 27세로 속여 기재한 사실이 밝혀졌다.